# Zinscap und Zinsfloor
Zinscaps und Zinsfloors sind Zinsderivate mit optionalem Charakter, die bei Überschreiten einer festgelegten Obergrenze oder Unterschreiten einer Untergrenze einen Zahlungsvorgang auslösen.

## Allgemeines
Die Wortkombinationen bedeuten Zinsobergrenze (englisch cap, „Obergrenze“) oder Zinsuntergrenze (englisch floor, „Boden, Untergrenze“).
Zinscap und Zinsfloor sind Zinsbegrenzungsoptionen auf einen variablen Referenzzinssatz. Bei einem Zinscap erhält der Käufer am Ende jeder Periode, in der der vereinbarte Referenzzinssatz über dem vereinbarten Basiswert liegt, eine Zahlung. Bei einem Zinsfloor erhält der Käufer am Ende jeder Periode, in der der vereinbarte Referenzzinssatz unter dem vereinbarten Basiswert liegt, eine Zahlung.
Zinscaps und Zinsfloors bewirken eine einseitige Risikokontrolle; sie sind ein Sicherungsgeschäft zur Absicherung gegen Zinsänderungsrisiken als zeitraumbezogene Zinsbegrenzung und ermöglichen eine Limitierung des Zinsaufwands für einen bestimmten Zeitraum. Sie können aber auch der Spekulation dienen.

## Vertragsinhalt
Bei Abschluss eines Caps oder Floors werden zwischen den beiden Vertragsparteien unter anderem insbesondere die folgende Vertragsinhalte vereinbart:
- die Laufzeit des Vertrages,
- der Nominalwert des Geschäfts,
- der Basiswert. Dies ist im Allgemeinen ein liquider Geldmarktzins oder ein Zinsindex. Üblich sind hier zum Beispiel für den Euro Euribor- und für US-Dollar, Pfund Sterling und Schweizer Franken Libor-Zinssätze.
- Der Ausübungspreis. Dieser wird bei Caps Caprate und bei Floors Floorrate genannt.
- Die Länge der Zinsanpassungsperioden, die innerhalb eines Ausübungszeitraumes liegen müssen. Die oft mehrjährige Laufzeit des Vertrages wird in einzelne Zinsanpassungsperioden (englisch Caplets beziehungsweise englisch Floorlets genannt) unterteilt, die meistens drei oder sechs Monate, seltener ein oder zwölf Monate lang sind (andere Varianten sind theoretisch möglich, aber sehr selten). Jedem Cap- oder Floorlet wird ein Datum des Fixing sowie ein Datum der Zahlung zugeordnet. Üblicherweise ist das Datum des Fixing zwei Bankarbeitstage vor Beginn eines Cap- oder Floorlets und das Datum der Zahlung der letzte Tag eines Cap- oder Floorlets. Für jede Zinsperiode innerhalb der Laufzeit des Caps oder Floors besteht ein Caplet oder Floorlet.

Jeweils am Datum des Fixings wird der aktuelle Wert des entsprechenden Geldmarktsatzes bestimmt (Fixing) und je nach Ausprägung des Caps oder Floors bestimmt, ob und in welcher Höhe eine Zahlung erfolgt.

## Arten
Der Nominalwert des Caps oder Floors wird mit {\displaystyle N}, die Caprate mit {\displaystyle r^{\text{cap}}}, die Floorrate mit {\displaystyle r^{\text{floor}}} bezeichnet. Der am Markt beobachtete Zinssatz wird mit {\displaystyle r^{\text{fixing}}} bezeichnet, der Bruch aus Länge der aktuellen Zinsperiode in Tagen und Anzahl der Tage eines Jahres mit {\displaystyle \alpha }. Die Zahlung des Caps sei {\displaystyle P^{\text{cap}}}, die des Floors {\displaystyle P^{\text{floor}}}.
Unter anderem gibt es die folgenden Ausprägungen von Caps und Floors:

### Plain Vanilla
Überschreitet der beobachtete Geldmarktsatz die Caprate, so zahlt der Cap am Datum der Zahlung das Produkt aus Nominalwert und Differenz zwischen Geldmarktsatz und Caprate. Umgekehrt zahlt ein Floor das Produkt aus Nominalwert und Differenz zwischen Floorrate und Geldmarktsatz. In beiden Fällen bezogen auf die Tage der Periode als Bruchteil des Jahres, da der Zinssatz ja einen p. a.-Zins darstellt.
- Auszahlungsfunktion Cap: {\displaystyle P^{\text{cap}}=N\cdot \alpha \cdot \max(r^{\text{fixing}}-r^{\text{cap}},0)}
- Auszahlungsfunktion Floor: {\displaystyle P^{\text{floor}}=N\cdot \alpha \cdot \max(r^{\text{floor}}-r^{\text{fixing}},0)}

### Cap und Floor als Chooser Option
Diese Variante ist in dem Artikel Chooser Option näher beschrieben. Hier wirkt der Cap bzw. der Floor nur über eine begrenzte Anzahl der vorhandenen Perioden, die sich der Käufer aussuchen kann.

### Cap und Floor mit In-Arrear Fixing
Diese Ausprägung unterscheidet sich von der Plain-Vanilla-Ausprägung dadurch, dass das Datum des Fixings nicht ein bis zwei Bankarbeitstage vor Beginn, sondern vor Ende der Zinsperiode liegt.

### Digitaler Cap und digitaler Floor
Überschreitet das Fixing die Caprate, so zahlt der Cap unabhängig von der Höhe der Überschreitung einen festen Betrag {\displaystyle d}. Analog wird bei einem Floor ebenfalls ein fester Betrag gezahlt, sofern das Fixing unter der Floorrate lag.

### Cap und Floor mit Index-Faktor
Zusätzlich zu den oben beschriebenen vertraglich fixierten Punkten wird ein Index-Faktor {\displaystyle i>0} vereinbart.  Überschreitet das {\displaystyle i}-fache des beobachteten Geldmarktsatzes die Caprate, so zahlt der Cap am Datum der Zahlung das Produkt aus Nominalwert und Differenz aus dem {\displaystyle i}-fachen des Geldmarktsatzes und der Caprate. Umgekehrt zahlt ein Floor das Produkt aus Nominalwert und Differenz der Floorrate und dem {\displaystyle i}-fachen des Geldmarktsatzes und Geldmarktsatz.
- Auszahlungsfunktion Cap: {\displaystyle P^{\text{cap}}=N\cdot \alpha \cdot \max(i\cdot r^{\text{fixing}}-r^{\text{cap}},0)}
- Auszahlungsfunktion Floor: {\displaystyle P^{\text{floor}}=N\cdot \alpha \cdot \max(r^{\text{floor}}-i\cdot r^{\text{fixing}},0)}

### Collar
Ein Collar ist die Kombination der Auszahlungsprofile aus einem Cap und einem Floor. Er entspricht dem Kauf eines Caps und dem Verkauf eines Floors mit {\displaystyle r^{\text{cap}}>r^{\text{floor}}}. An den Käufer eines Collar wird somit gezahlt, sofern das Zinsfixing über der Caprate liegt. Liegt das Fixing unter der Floorrate, so zahlt der Käufer.
- Auszahlungsfunktion Collar: {\displaystyle P^{\text{collar}}={\begin{cases}N\cdot \alpha \cdot (r^{\text{fixing}}-r^{\text{cap}})&{\text{wenn }}r^{\text{cap}}<r^{\text{fixing}}\\0&{\text{wenn }}r^{\text{floor}}<r^{\text{fixing}}<r^{\text{cap}}\\-N\cdot \alpha \cdot (r^{\text{floor}}-r^{\text{fixing}})&{\text{wenn }}r^{\text{fixing}}<r^{\text{floor}}\\\end{cases}}}

Bei einem Collar sichert sich eine Vertragspartei als Käufer eines Zinscaps gegen steigende Zinsen oberhalb eines Höchstzinssatzes ab, ihr Kontrahent kauft einen Floor gegen fallende Zinssätze unterhalb eines Mindestzinssatzes.

## Übersicht
Die Funktionsweise von Zinscaps und Zinsfloors ergibt sich beispielsweise bei einem Geschäft, in welchem der Cap mit 4,00 % und der Floor mit 2,00 % festgelegt ist, während das aktuelle Zinsniveau bei 3,00 % liegt:
| Zinshöhe des Referenzzinssatzes | Cap (Kauf, also Long-Position)                           | Floor (Verkauf, also Short Position)                        |
| ------------------------------- | -------------------------------------------------------- | ----------------------------------------------------------- |
| 3,00 %                          | Caplet verfällt, da Referenzzins unterhalb vom Cap liegt | Floorlet verfällt, da Referenzzins oberhalb vom Floor liegt |
| 5,00 %                          | Ausgleichszahlung wird fällig                            | Floorlet verfällt, da Referenzzins oberhalb vom Floor liegt |
| 2,00 %                          | Caplet verfällt, da Referenzzins unterhalb vom Cap liegt | Ausgleichszahlung wird fällig                               |

Die beim Cap und Floor vereinbarte Ausgleichszahlung durch Barausgleich entspricht der Zinsdifferenz zwischen dem aktuellen Referenzzins und der Zinsobergrenze bzw. Zinsuntergrenze. Überschreitet der aktuelle Referenzzins den Cap-Wert, bezahlt die Option die Differenz als Ausgleichszahlung. Unterschreitet der aktuelle Referenzzins den Floor-Wert, bezahlt die Option die Differenz als Ausgleichszahlung.

## Captions, Floortions und Corridors
Captions oder Floortions sind Finanzinnovationen und stellen die Kombination eines Zinscaps oder Zinsfloors mit einer Option dar, es sind Optionen auf Optionen, was aus diesen Kunstwörtern hervorgeht. Neben diesen Zinsobergrenzen (Caps) und Zinsuntergrenzen (Floors) sind auch Absicherungen in beide Richtungen durch Collars und Corridors möglich. Bei ihnen wird eine Bandbreite mit einer Zinsobergrenze und Zinsuntergrenze festgelegt, innerhalb derer das Zinsniveau schwanken darf. Der Corridor dient lediglich der Abgrenzung eines Schwankungsrisikos innerhalb eines bestimmten Rahmens des Höchstzinses bzw. Mindestzinses.

## Beispiele
Zinscap und Zinsfloor sind typisch bei Cap-Darlehen und Floor-Darlehen. Hier hat beim Cap-Darlehen der Kreditnehmer ein Interesse daran, dass der variable Zinssatz nicht über eine vereinbarte maximale Zinsobergrenze steigt, wofür er dem Kreditgeber eine Cap-Prämie zahlt. Beim Floor-Darlehen hat der Kreditgeber ein Interesse daran, dass der variable Zinssatz nicht unter eine vereinbarte minimale Zinsuntergrenze sinkt, wofür er dem Kreditnehmer eine Floor-Prämie zahlt.
Werden beispielsweise Zinscaps für den Gegenwert von 100.000 Schweizer Franken mit einem Höchstzinssatz von 3,5 % gekauft und wird der zugrunde gelegte Zinssatz in der Währung Schweizer Franken mit 4 % ermittelt, so wird die Differenz von 0,5 % des Gegenwerts von 100.000 Franken bezogen auf die Zinsperiode gutgeschrieben.
Mit Hilfe von Caps können für den Emittenten die Zinsen für eine variabel verzinsliche Anleihe bis zu einem Höchstbetrag fixiert werden. Wird der Höchstbetrag des Zinssatzes überschritten, erfolgt durch den Cap eine Auszahlung in Höhe der Differenz zwischen dem tatsächlichen Zinssatz und der Obergrenze.

## Bewertung
Die Bewertung wird an einem Cap diskutiert. Die Bewertung eines Floors lässt sich hieraus ableiten.
Ein Caplet ist eine Option auf einen Swap, eine Swaption, mit nur einer Zinsperiode. Da die einzelnen Caplets unabhängig voneinander sind, kann jedes Caplet einzeln bewertet werden. Der Barwert des Caps entspricht dann der Summe der Barwerte der einzelnen Caplets.

### Black
Die übliche Bewertung für Caps erfolgt über das Modell von Fischer Black. Annahme des Modells ist, dass der zugrunde liegende Zins log-normalverteilt mit Volatilität {\displaystyle \sigma } ist. In diesem Modell hat das Caplet auf einen Euribor-Zinssatz, welcher zum Zeitpunkt {\displaystyle t} gefixt wird und zum Zeitpunkt {\displaystyle T} zahlt
{\displaystyle V=P(0,T)\left(FN(d_{1})-r^{\text{cap}}N(d_{2})\right)},
mit
{\displaystyle P(0,T)} ist der Diskontfaktor von {\displaystyle T} auf heute.
{\displaystyle F} ist der Forward-Zinssatz. {\displaystyle F} entspricht somit {\displaystyle {\frac {1}{\alpha }}\left({\frac {P(0,t)}{P(0,T)}}-1\right)}
{\displaystyle d_{1}={\frac {\ln(F/r^{\text{cap}})+0.5\sigma ^{2}t}{\sigma {\sqrt {t}}}}}
und
{\displaystyle d_{2}=d_{1}-\sigma {\sqrt {t}}}.
Es existiert somit eine Äquivalenzrelation zwischen der Volatilität und dem Barwert des Cap. Weil alle anderen Variablen unstrittige Werte enthalten, macht es somit keinen Unterschied, ob der Preis eines Caps oder die Volatilität genannt wird. Entsprechend wird am Markt nicht über den Preis der Caps und Floors verhandelt, sondern über die Volatilität. Diese Volatilität wird auch Black Vola oder Implizite Volatilität genannt.

### Bond Put
Es kann gezeigt werden, dass eine Caplet einer Bondoption ähnelt, sodass auch eine Bewertung über Bondoptionen möglich ist.